# Neratovská část
Neratovská část Orlickozáhorské brázdy je údolí a část geomorfologické jednotky Orlických hor.

## Poloha a geomorfologie
Neratovská část náleží do geomorfologického celku Orlické hory, podcelku Deštenská hornatina a okrsku Orlickozáhorská brázda. Dlouhá je asi 8 kilometrů a je orientována ve směru severozápad - jihovýchod. Počátek se nachází na bezejmenném potoku na jižním okraji obce Orlické Záhoří, konec pak u obce Neratov. Severně od ní se nachází sousední část v rámci Orlickozáhorské brázdy Bedřichovecká část. Západně je ohraničena hlavním hřebenem Orlických hor, konkrétně okrsky Kunštátský hřbet a Anenský hřbet, východně pak Bystřickými horami. Osu brázdy tvoří tok Divoké Orlice, kterým je současně vedena i česko-polská státní hranice.

## Vrcholy
Maximální nadmořská výška brázdy je uměle stanovena na vrstevnici 770 metrů. V brázdě se nachází několik menších bezejmenných vrcholů s nadmořskou výškou okolo 700 metrů.

## Komunikace
Celou délkou brázdy jsou vedeny dvě souběžné silniční komunikace, každá po jednom břehu Divoké Orlice, jedna striktně po českém a jedna po polském území. Na území Neratovské části mezi nimi neexistuje propojení. Na českém území se jedná o silnici II/311 spojující Deštné v Orlických horách a Bartošovice v Orlických horách. Turistické značené trasy obvykle spojují obydlené lokality na dně údolí s hlavním hřebenem Orlických hor.

## Zástavba a vegetace
Neratovská část Orlickozáhorské brázdy je poměrně úzkým údolím. Nevelké luční enklávy s osadami Černá Voda, Nová Ves, Podlesí a Neratov, na polské straně Rudawa a Poniatów, se zde střídají s pásy zalesněnými převážně hospodářskými smrčinami. V jižním zakončení se podél toku Divoké Orlice nachází přírodní rezervace Neratovské louky. Česká část údolí se nachází na území CHKO Orlické hory. Za zmínku stojí kulturní památka kostel Nanebevzetí Panny Marie v Neratově.